# Digimon Adventure: L'última evolució Kizuna
Digimon Adventure: L'última evolució Kizuna (デジモンアドベンチャー Last Evolution 絆, Dejimon Adobenchā Last Evolution Kizuna) és una pel·lícula d'animació d'aventures japonesa de 2020 produïda per Toei Animation i animada per Yumeta Company. La pel·lícula es va estrenar als cinemes japonesos el 21 de febrer de 2020. La pel·lícula és una continuació de les dues primeres sèries de Digimon i posa final a la història de Digimon Adventure. S'ha doblat i subtitulat al català per al canal SX3, que va estrenar-la el 30 de març de 2023.
Una seqüela titulada Digimon Adventure 02: The Beginning, que serveix com a final de sèrie de la història de Digimon Adventure 02, es va estrenar el 2023.

## Argument
Han passat 10 anys des que en Tai i l'Agumon es van conèixer i van emprendre la seva aventura al món digital. En Tai ara estudia a la universitat mentre que en Matt i els altres han agafat altres camins. Ara bé, una sèrie d'incidents arreu del món fa que els nens escollits es tornin a reunir per combatre contra el causant: l'Eosmon. Durant la batalla, falla l'evolució de l'Agumon i els altres digimons, i surt a la llum una veritat impactant: quan un nen escollit es fa gran, el seu digimon deixa d'existir. Si en Tai no lluita, perdrà els seus amics, però si ho fa, haurà d'acomiadar-se del seu company que pensava que tindria sempre al seu costat.

## Repartiment de veu
Els actors de veu de Digimon Adventure tri. van reprendre els seus papers. Els nens escollits de la sèrie original van conservar les veus originals mentre que els nens escollits de Digimon Adventure 02 els van ser assignats nous actors, excepte en Ken, en Veemon i en Wormmon.
| Personatge             | Japonès           | Català            |
| ---------------------- | ----------------- | ----------------- |
| Taichi "Tai" Kamiya    | Natsuki Hanae     | Marcel Navarro    |
| Yamato "Matt" Ishida   | Yoshimasa Hosoya  | Sergi Mani        |
| Sora Takenouchi        | Suzuko Mimori     | Estel Tort        |
| Koshiro "Izzy" Izumi   | Mutsumi Tamura    | Marc Gómez        |
| Mimi Tachikawa         | Hitomi Yoshida    | Laia Vidal        |
| Joe Kido               | Junya Ikeda       | Jaume Cuartero    |
| Takeru "T.K." Takaishi | Junya Enoki       | Iván Priego       |
| Kari Kamiya            | Mao Ichimichi     | Aina Lluch        |
| Agumon                 | Chika Sakamoto    | Claudi Domingo    |
| Gabumon                | Mayumi Yamaguchi  | Pep Papell        |
| Biyomon                | Atori Shigematsu  |                   |
| Tentomon               | Takahiro Sakurai  |                   |
| Palmon                 | Kinoko Yamada     | Laia Vidal        |
| Gomamon                | Junko Takeuchi    |                   |
| Patamon                | Miwa Matsumoto    | Mònica Padrós     |
| Gatomon                | Yuka Tokumitsu    |                   |
| Davis Motomiya         | Fukujūrō Katayama | Ferran Rull       |
| Yolei Inoue            | Ayaka Asai        | Marta Rodríguez   |
| Cody Hida              | Yoshitaka Yamaya  | Alex Molina       |
| Ken Ichijouji          | Arthur Lounsbery  | Sergi Olmo        |
| Veemon                 | Junko Noda        | Héctor García     |
| Hawkmon                | Kōichi Tōchika    | Pau López         |
| Armadillomon           | Megumi Urawa      |                   |
| Wormmon                | Naozumi Takahashi |                   |
| Menoa Bellucci         | Mayu Matsuoka     | Elisabet Bargalló |
| Kyotaro Yamada         | Daisuke Ono       | Marc Zanni        |
| Morphomon              | Yuna Taniguchi    |                   |
| Gennai                 | Hiroaki Hirata    | Josep Maria Mas   |
| Parrotmon              | Yoshihito Sasaki  |                   |
| Ayaka                  | Miho Arakawa      |                   |
| Xicota de l'Ayaka      | Yukiko Morishita  |                   |

## Desenvolupament
El 29 de juliol de 2018 es va anunciar un nou projecte cinematogràfic com a part del 20è aniversari de la sèrie. Al compte de YouTube de la pel·lícula, es va dir que Toei Animation en produiria la pel·lícula, i la resta del personal i el repartiment reprendrien els seus papers.
El desenvolupament de L'última evolució Kizuna havia començat el 2017, mentre Digimon Adventure tri. s'estava emetent. Es va fer perquè el personal es va adonar que la sèrie Digimon Adventure era el més popular de la franquícia Digimon després de veure la rebuda positiva d'Adventure tri. Així doncs, van decidir fer una altra pel·lícula d'Adventure per al seu 20è aniversari. Toei va voler fer que el repartiment principal caiguessin més bé com a personatges. Tot i que aquests adolescents eren considerats herois a la sèrie, encara havien de madurar en la narrativa per ser més atractius per al públic.
El 28 de maig de 2018, el director original de Digimon Adventure i Digimon Adventure 02, Hiroyuki Kakudo, va revelar que havia deixat de formar part de Digimon Adventure: L'última evolució Kizuna després que s'aprovés alguna cosa que segons ell era incompatible amb el que havia establert la sèrie anterior.
El 20 de setembre de 2020, el productor Yosuke Kinoshita va declarar que Digimon Adventure: L'última evolució Kizuna té continuïtat amb Digimon Adventure, Digimon Adventure 02, Digimon Adventure 02: Digimon Hurricane Landing! ! /Transcendent Evolution!! ! The Golden Digimentals i Digimon Adventure tri. Això incloïa l'episodi final de 02, ambientat el 2028, en què sortien els nens escollits com a adults.

## Estrena
La pel·lícula es va estrenar als cinemes japonesos el 21 de febrer de 2020. Sent una continuació dels dos primers animes de Digimon, la pel·lícula posa final a la història original de Digimon Adventure.
La pel·lícula va ser un èxit comercial, amb una recaptació de més de 24 milions de dòlars a tot el món. Com que va tenir una estrena limitada a la majoria de països del món, i no va tenir estrena als cinemes dels Estats Units, la gran majoria d'aquests ingressos prové respectivament de la Xina (més de 19 milions de dòlars), el Japó i Hong Kong.
El DVD i Blu-ray japonès van sortir a la venda el 2 de setembre de 2020 juntament amb un audiodrama en format CD.

## Rebuda
L'última evolució Kizuna, tot i que va passar desapercebut pels crítics de cinema, va rebre crítiques molt positives de la cultura pop i dels mitjans d'anime quan es va estrenar als Estats Units. Els crítics de cinema europeus, però, van ser més durs.
Kambole Cambell d'IGN va donar a la pel·lícula un 9/10, afirmant: "Una última entrega impressionantment atrevida i madura, Digimon Adventure: L'última evolució Kizuna s'adona de tot el potencial del seu repartiment i de la força d'un final definitiu, impulsat per una sensibilitat visual inventiva, escenografies emocionants i apostes emocionals punyents". Common Sense Media va donar a la pel·lícula un 4/5, afirmant: "És una història agredolça sobre la majoria d'edat que aconsegueix transcendir les batalles i l'acció de l'anime que normalment s'esperarien. Per a aquells que entren a la pel·lícula sense conèixer tots els detalls d'aquest univers en particular, els temes punyents de la pel·lícula de la vida i la mort, créixer i seguir endavant i obrir-se camí al món són commovedors, universals i tothom s'hi pot identificar."
Polygon va donar una crítica positiva a la pel·lícula, afirmant: "És una carta d'amor no només per a tota la franquícia, sinó per a aquells que han crescut veient aquests personatges al llarg dels anys. És la conclusió que els fans esperaven." Comic Book Resources també va donar una crítica positiva a la pel·lícula, afirmant: "L'última evolució no és cap obra mestra cinematogràfica (per sorpresa de ningú), sinó que és una classe magistral sobre com envellir una propietat comercial de llarga durada amb gràcia i portar-la a una conclusió amb dignitat. El viatge original dels nens escollits, tal com el coneixíem, s'ha acabat, però no es tracta d'una història sobre abandonar les coses infantils."
En fort contrast, però, els crítics europeus van ser més durs amb la pel·lícula. Per al diari europeu El Correo, es tracta d'una obra "que no s'atreveix a descriure amb la minuciositat necessària la temàtica que intenta desenvolupar", i lamenta la manca d'assumpció de riscos en la seva direcció i codis, "Digimon Adventure: L'última evolució és una capa de pintura a una cinta ja vista" i va donar un 1/3 a la pel·lícula. Per a Deciné21, és una pel·lícula que cau en les trampes de les pel·lícules d'anime japoneses "amb fragments repetitius i diàlegs sense fi. Sobretot, s'adreça als aficionats, per la qual cosa als nouvinguts els costarà assimilar massa ràpidament tots els conceptes de la sèrie", tot i que lloa "determinats fragments força commovedors. A més, l'animació és d'una qualitat prou alta per ser una sorpresa" i va donar a la pel·lícula un 5/10. MyMovies.it comenta: "ens trobem davant d'una pel·lícula d'animació actual estàndard, dirigida a un públic ultraespecífic que ho sabrà tot sobre la situació i que, idealment, captarà tots els desviaments i autoreferències de la franquícia", però elogia l'"ambient més melancòlic de l'habitual i una consciència més madura de la fugacitat de les coses" i va donar a la pel·lícula un 2,5/5. El diari El Punt Avui va donar un 2/4 a la pel·lícula.

## Digimon Adventure 20th Memorial Story
Digimon Adventure 20th Memorial Story (デジモンアドベンチャー20th メモリアルストーリー, Dejimon Adobenchā 20th Memoriaru Sutōrī) és una sèrie de curts relacionats amb Digimon Adventure: L'última evolució Kizuna, i el primer, Sora e, és una preqüela que passa un dia abans de la pel·lícula. La resta són històries secundàries sobre els nens escollits i els seus companys Digimon i les seves vides diàries, les quals no es van poder incloure a la pel·lícula.

### Episodis
| Núm. | Títol | Data d'emissió original |
| ---- | --- | ----------------------- |
| 1    | A la Sora Sora e (空へ)                                                                                              | 22 de novembre de 2019  |
| 2    | Forat al cor Kokoro no Ana (心の穴)                                                                                  | 21 de febrer de 2020    |
| 3    | Joe Kido, estudiant de medicina Igaku-sei Kido Jō (医学生・城戸丈)                                                   | 10 de juliol de 2020    |
| 4    | L'evolució Jogress desitjada Akogare no Jogress Shinka (あこがれのジョグレス進化)                                    | 16 d'octubre de 2020    |
| 5    | La saga heroica per Shibuya d'en Pump i en Gotsu Panpu to Gotsu no Shibuya-kei buyū-den (パンプとゴツの渋谷系武勇伝) | 25 de desembre de 2020  |